# David S. Hall
David Samuel Hall (* 23. Juli 1905 in Nordirland; † 23. Juli 1964) war ein britischer Artdirector und Szenenbildner, der zweimal für den Oscar für das beste Szenenbild nominiert war.

## Leben
Hall begann seine Laufbahn als Artdirector, Produktionsdesigner und Szenenbildner in der Filmwirtschaft 1929 bei den Filmen Hot for Paris sowie Die eiserne Maske mit und arbeitete bis 1945 an der Erstellung von knapp zwanzig Filmen mit.
Bei der Oscarverleihung 1938 war erstmals für den Oscar für das beste Szenenbild nominiert und zwar mit William S. Darling für Rekrut Willie Winkie (1937) nach der gleichnamigen Kurzgeschichte von Rudyard Kipling.
Nach fast zwanzigjähriger Pause vom Filmgeschäft arbeitete er bis zu seinem Tod an der Ausstattung des erst 1965 fertiggestellten Films Die größte Geschichte aller Zeiten mit und wurde dafür posthum bei der Oscarverleihung 1966 zusammen mit Richard Day, William J. Creber, Ray Moyer, Fred M. MacLean und Norman Rockett abermals für den Oscar für das beste Szenenbild nominiert.

## Filmografie (Auswahl)
- 1928: Die rote Tänzerin von Moskau (The Red Dance)
- 1929: Hot for Paris
- 1929: Die eiserne Maske
- 1935: Das Schiff des Satans (Dante’s Inferno)
- 1937: Rekrut Willie Winkie (Wee Willie Winkie)
- 1939: Charlie Chan in Reno
- 1939: Die drei Musketiere (The Three Musketeers)
- 1965: Die größte Geschichte aller Zeiten (The Greatest Story Ever Told)